# Episodi di Haikyu!!
Questa è la lista degli episodi dell'anime Haikyu!!.
Una serie televisiva anime prodotta dallo studio Production I.G ha debuttato il 6 aprile 2014 sulla rete MBS, su altre reti locali nipponiche e sottotitolata in lingua inglese su Crunchyroll. Per i primi tredici episodi la sigla di apertura utilizzata è Imagination, interpretata da Spyair, mentre la sigla di chiusura è Tenchi Gaeshi, interpretata da Nico Touches the Walls. Per gli episodi dal quindicesimo in poi, la sigla di apertura è Ah Yeah, interpretata da Sukima Switch, e la sigla di chiusura è LEO di Tacica. Ah Yeah è stata utilizzata anche come sigla di chiusura per il quattordicesimo episodio, che non ha invece tema di apertura. L'anime è licenziato per la pubblicazione fisica e digitale in lingua inglese da Sentai Filmworks.
Una seconda stagione è stata annunciata a dicembre 2014 ed è andata in onda dal 3 ottobre 2015. Per i primi tredici episodi della seconda stagione è stata utilizzata la sigla d'apertura I'm a Believer di Spyair, e come sigla di chiusura invece Climber di Galileo Galilei. Per gli episodi dal quattordicesimo al termine di stagione la sigla d'apertura è Fly High!! interpretata Burnout Syndromes, e quella di chiusura è Hatsunetsu di Tacica.
Una terza stagione è stata annunciata per l'autunno 2016, l'8 ottobre 2016 è andato in onda il primo episodio della terza serie, Haikyuu!! Karasuno Koukou vs Shiratorizawa Gakuen Koukou. A differenza delle prime due serie, ha solo dieci episodi ed è concentrata sullo scontro tra la Karasuno e l'accademia Shiratorizawa. La sigla d'apertura è Hikariare dei Burnout Syndromes, mentre la sigla di chiusura è mashi mashi dei Nico Touches the Walls.
Una quarta stagione intitolata Haikyuu!! To The Top è stata annunciata al Jump Festa 2019 e la prima parte è andata in onda dal 10 gennaio al 3 aprile 2020. La sigla d'apertura è Phoenix, interpretata da Burnout Syndromes, mentre quella di chiusura Kessen Spirit, interpretata da CHiCO with HoneyWorks. La seconda parte è ripresa in Giappone il 2 ottobre 2020 per poi terminare il 18 dicembre successivo. È stato inoltre annunciato un OAV intitolato Haikyuu!! Land vs Sky uscito il 22 gennaio 2020.
Il 29 ottobre 2021, durante il Lucca Comics & Games, Yamato Video ha annunciato il doppiaggio italiano della serie, che è stato distribuito sul canale Anime Generation di Prime Video e sulla piattaforma streaming dal 18 marzo fino al 31 agosto 2022.

## Lista episodi

### Prima stagione
| Nº | Titolo italiano Giapponese 「Kanji」 - Rōmaji | In onda           | In onda       |
| Nº | Titolo italiano Giapponese 「Kanji」 - Rōmaji | Giapponese        | Italiano      |
| 1  | L'inizio e la fine 「終わりと始まり」 - Owari to hajimari | 6 aprile 2014     | 18 marzo 2022 |
| 1  | Hinata si ispira al piccolo gigante che gioca a pallavolo in televisione. Tre anni dopo, Hinata partecipa al suo primo torneo di pallavolo e la sua squadra affronta Kitagawa Daiichi, la scuola di Kageyama Tobio, noto anche come il Re. La squadra Hinata si rivela troppo debole per i avversari. Il ragazzo pensa ai suoi allenamenti e così tenta di ribaltare la situazione, anche se perdono in ogni caso. Hinata e Kageyama si incontrano di nuovo l'anno successivo, ma questa volta come compagno di squadra al liceo Karasuno.                                                                                      |                   |               |
| 2  | Karasuno High School Volleyball Club 「烏野高校排球部」 - Karasuno kōkō Haikyū-bu | 13 aprile 2014    | 18 marzo 2022 |
| 2  | Hinata arriva alla Karasuno High School ed è determinato a unirsi al club di pallavolo e sconfiggere Kageyama. È scioccato quando entra in palestra e scopre che il suo rivale è anche un potenziale membro della squadra di Karasuno. Combattono subito e quando il capitano Daichi Sawamura arriva, dice loro che non potranno entrare nel club finché non inizieranno ad andare d'accordo. Invece di accettare di lavorare in squadra, sfidano i 3 anni a una partita a condizione che se vincono, si uniscono alla squadra.                                                                                                 |                   |               |
| 3  | L'alleato formidabile 「最強の味方」 - Saikyō no mikata | 20 aprile 2014    | 18 marzo 2022 |
| 3  | Sugawara inizia ad aiutare Hinata e Kageyama a esercitarsi al mattino. Dopo aver ascoltato le opinioni stanche di Hinata su Kageyama, Sugawara lo incoraggia a lavorare con il setter del primo anno perché potrebbe diventare il più formidabile alleato di Hinata. Con il passare dei giorni, Hinata migliora lentamente, ma il suo rapporto con Kageyama non andrà da nessuna parte fino a quando non incontreranno Tsukishima e Yamaguchi, gli altri primi anni che fanno domanda per il club. Gli insulti di Tsukishima sull'altezza di Hinata e sul passato di Kageyama motivano i due a fare squadra per vincere sabato. |                   |               |
| 4  | La vista dalla vetta 「頂の景色」 - Itadaki no keshiki | 27 aprile 2014    | 18 marzo 2022 |
| 4  | La partita di allenamento che determinerà il futuro di Kageyama e Hinata con il Karasuno High Volleyball Club inizia quando Kageyama, Hinata e Tanaka combattono Tsukishima, Yamaguchi e il capitano Daichi in una partita 3 contro 3. Kageyama e Hinata non possono coordinarsi inizialmente a causa delle vecchie abitudini di ambientazione di Kageyama e delle continue molestie da parte di Tsukishima, ma con l'incoraggiamento di Sugawara, riescono a trovare un modo per utilizzare le loro abilità per creare l'attacco perfetto.                                                                                     |                   |               |
| 5  | L'ansia di un codardo 「小心者の緊張」 - Shōshinmono no kinchō | 4 maggio 2014     | 18 marzo 2022 |
| 6  | Una squadra interessante 「面白いチーム」 - Omoshiroi Chīmu | 11 maggio 2014    | 18 marzo 2022 |
| 7  | Contro il grande Re 「VS 大王様」 - VS daiō-sama | 18 maggio 2014    | 18 marzo 2022 |
| 8  | Colui che è chiamato "Asso" 「"エース"と呼ばれる人」 - "Ēsu" to yobareru hito | 25 maggio 2014    | 18 marzo 2022 |
| 9  | Un'alzata per l'asso 「エースへのトス」 - Ēsu e no tosu | 1º giugno 2014    | 18 marzo 2022 |
| 10 | Aspirazione 「憧れ」 - Akogare | 8 giugno 2014     | 18 marzo 2022 |
| 11 | Decisione 「決断」 - Ketsudan | 15 giugno 2014    | 18 marzo 2022 |
| 12 | Gatti e Corvi si rincontrano 「ネコとカラスの再会」 - Neko to karasu no saikai | 22 giugno 2014    | 18 marzo 2022 |
| 13 | Degno avversario 「好敵手」 - Kōtekishu | 29 giugno 2014    | 18 marzo 2022 |
| 14 | Opponenti formidabili 「強敵たち」 - Kyōteki-tachi | 6 luglio 2014     | 18 marzo 2022 |
| 15 | Resurrezione 「復活」 - Fukkatsu | 13 luglio 2014    | 18 marzo 2022 |
| 16 | Vincitori e vinti 「勝者と敗者」 - Shōsha to haisha | 20 luglio 2014    | 18 marzo 2022 |
| 17 | Corazzata 「鉄壁」 - Teppeki | 27 luglio 2014    | 18 marzo 2022 |
| 18 | Guardarti le spalle 「背中の護り」 - Senaka no mamori | 3 agosto 2014     | 18 marzo 2022 |
| 19 | Conduttori 「指揮者」 - Shikisha | 10 agosto 2014    | 18 marzo 2022 |
| 20 | Oikawa Toru non è un genio 「及川徹は天才ではない」 - Oikawa Tooru wa tensai de wa nai | 17 agosto 2014    | 18 marzo 2022 |
| 21 | Le vere abilità del Senpai 「先輩の実力」 - Senpai no jitsuryoku | 24 agosto 2014    | 18 marzo 2022 |
| 22 | Evoluzione 「進化」 - Shinka | 31 agosto 2014    | 18 marzo 2022 |
| 23 | Il punto che cambia l'andamento 「流れを変える一本」 - Nagare o kaeru ippon | 7 settembre 2014  | 18 marzo 2022 |
| 24 | Destituendo il Re solitario 「脱・"孤独の王様"」 - Datsu "Kodoku no ou-sama" | 14 settembre 2014 | 18 marzo 2022 |
| 25 | Il terzo giorno 「三日目」 - Mikkame | 21 settembre 2014 | 18 marzo 2022 |

### Seconda stagione
| Nº | Titolo italiano Giapponese 「Kanji」 - Rōmaji                                                                      | In onda          | In onda        |
| Nº | Titolo italiano Giapponese 「Kanji」 - Rōmaji                                                                      | Giapponese       | Italiano       |
| 26 | Andiamo a Tokyo! 「レッツゴートーキョー！！」 - Retsu gō Tōkyō!!                                                   | 4 ottobre 2015   | 11 maggio 2022 |
| 27 | Luce solare diretta 「直射日光」 - Chokusha nikkō                                                                  | 11 ottobre 2015  | 11 maggio 2022 |
| 28 | Paesana B 「村人B」 - Murabito B                                                                                   | 18 ottobre 2015  | 11 maggio 2022 |
| 29 | Asso centrale 「センターエース」 - Sentā Ēsu                                                                       | 25 ottobre 2015  | 11 maggio 2022 |
| 30 | Avidità 「欲」 - Yoku                                                                                              | 1º novembre 2015 | 11 maggio 2022 |
| 31 | Tempo 「テンポ」 - Tenpo                                                                                           | 8 novembre 2015  | 11 maggio 2022 |
| 32 | Sorge la luna 「月の出」 - Tsukinode                                                                               | 15 novembre 2015 | 11 maggio 2022 |
| 33 | Eroe illusorio 「幻覚ヒーロー」 - Genkaku Hīrō                                                                     | 22 novembre 2015 | 11 maggio 2022 |
| 34 | VS ombrello 「VS 傘」 - VS Kasa                                                                                    | 29 novembre 2015 | 11 maggio 2022 |
| 35 | Ingranaggi 「歯車」 - Haguruma                                                                                     | 5 dicembre 2015  | 11 maggio 2022 |
| 36 | In alto 「上」 - Ue                                                                                                | 12 dicembre 2015 | 11 maggio 2022 |
| 37 | L'inizio delle partite! 「試合開始！！」 - Shiai kaishi                                                            | 19 dicembre 2015 | 11 maggio 2022 |
| 38 | Semplice e pura forza 「シンプルで純粋な力」 - Shinpuru de junsuina chikara                                        | 26 dicembre 2015 | 11 maggio 2022 |
| 39 | Crescita 「育ち盛り」 - Sodachi zagari                                                                             | 10 gennaio 2016  | 11 maggio 2022 |
| 40 | Parco Giochi 「アソビバ」 - Asobiba                                                                                | 17 gennaio 2016  | 11 maggio 2022 |
| 41 | I prossimi 「次へ」 - Tsugi he                                                                                     | 24 gennaio 2016  | 11 maggio 2022 |
| 42 | La battaglia dei codardi 「根性無しの戦い」 - Konjōnashi no tatakai                                                | 31 gennaio 2016  | 11 maggio 2022 |
| 43 | Gli sconfitti 「敗北者達」 - Haibokusha-tachi                                                                      | 7 febbraio 2016  | 11 maggio 2022 |
| 44 | Il muro di ferro può essere ricostruito all'infinito 「鉄壁は何度でも築かれる」 - Teppeki wa nando demo kizukareru | 14 febbraio 2016 | 11 maggio 2022 |
| 45 | Spazzare via 「払拭」 - Fusshoku                                                                                   | 21 febbraio 2016 | 11 maggio 2022 |
| 46 | Il distruttore 「壊し屋」 - Kowashi-ya                                                                             | 28 febbraio 2016 | 11 maggio 2022 |
| 47 | La battaglia dell'ex codardo 「元臆病者の戦い」 - Moto okubyōmono no tatakai                                       | 6 marzo 2016     | 11 maggio 2022 |
| 48 | Squadra 「チーム」 - Chīmu                                                                                         | 13 marzo 2016    | 11 maggio 2022 |
| 49 | L'interruttore del limite assoluto 「極限スイッチ」 - Kyokugen suitchi                                             | 20 marzo 2016    | 11 maggio 2022 |
| 50 | Dichiarazione di guerra 「宣戦布告」 - Sensen fukoku                                                               | 27 marzo 2016    | 11 maggio 2022 |

### Terza stagione (Karasuno kōkō VS Shiratorizawa gakuen kōkō)
| Nº | Titolo italiano Giapponese 「Kanji」 - Rōmaji                                     | In onda          | In onda        |
| Nº | Titolo italiano Giapponese 「Kanji」 - Rōmaji                                     | Giapponese       | Italiano       |
| 51 | Saluti 「ごあいさつ」 - Go aisatsu                                                | 8 ottobre 2016   | 1º luglio 2022 |
| 52 | La minaccia del "Sinistro" 「"左"の脅威」 - "Hidari" no kyōi                      | 15 ottobre 2016  | 1º luglio 2022 |
| 53 | Guess Monster 「GUESS･MONSTER」 - Guess monster                                   | 22 ottobre 2016  | 1º luglio 2022 |
| 54 | L'aureola sulla Luna 「月の輪」 - Tsukinowa                                       | 29 ottobre 2016  | 1º luglio 2022 |
| 55 | Persone VS Numeri 「個VS数」 - Ko VS-sū                                           | 5 novembre 2016  | 1º luglio 2022 |
| 56 | Il cambiamento chimico degli incontri 「出会いの化学変化」 - Deai no kagaku henka | 12 novembre 2016 | 1º luglio 2022 |
| 57 | Ossessione 「こだわり」 - Kodawari                                                | 19 novembre 2016 | 1º luglio 2022 |
| 58 | Un ragazzo fastidioso 「嫌な男」 - Iyana otoko                                    | 26 novembre 2016 | 1º luglio 2022 |
| 59 | Gli Idioti della Pallavolo 「バレー馬鹿たち」 - Barē baka-tachi                   | 3 dicembre 2016  | 1º luglio 2022 |
| 60 | Scontro d'idee 「コンセプトの戦い」 - Konseputo no tatakai                        | 10 dicembre 2016 | 1º luglio 2022 |

### Quarta stagione
| Nº                         | Titolo italiano Giapponese 「Kanji」 - Rōmaji                          | In onda          | In onda        |
| Nº                         | Titolo italiano Giapponese 「Kanji」 - Rōmaji                          | Giapponese       | Italiano       |
| Prima parte (13 episodi)   |                                                                        |                  |                |
| 61                         | Presentazioni 「自己紹介」 - Jiko shōkai                               | 10 gennaio 2020  | 31 agosto 2022 |
| 62                         | Smarrito 「迷子」 - Maigo                                              | 17 gennaio 2020  | 31 agosto 2022 |
| 63                         | Prospettive 「視点」 - Shiten                                          | 24 gennaio 2020  | 31 agosto 2022 |
| 64                         | Comoda 「"楽"」 - "Raku"                                               | 31 gennaio 2020  | 31 agosto 2022 |
| 65                         | Fame 「空腹」 - Kūfuku                                                 | 7 febbraio 2020  | 31 agosto 2022 |
| 66                         | Crescita 「昂揚」 - Kōyō                                               | 14 febbraio 2020 | 31 agosto 2022 |
| 67                         | Ritorno 「帰還」 - Kikan                                               | 21 febbraio 2020 | 31 agosto 2022 |
| 68                         | Challenger 「チャレンジャー」 - Charenjā                               | 28 febbraio 2020 | 31 agosto 2022 |
| 69                         | La notte di ognuno 「それぞれの夜」 - Sorezore no yoru                 | 6 marzo 2020     | 31 agosto 2022 |
| 70                         | Linea del fronte 「戦線」 - Sensen                                     | 13 marzo 2020    | 31 agosto 2022 |
| 71                         | L'occasione per proseguire 「繋がれるチャンス」 - Tsunagareru chansu   | 20 marzo 2020    | 31 agosto 2022 |
| 72                         | Vivido 「鮮烈」 - Senretsu                                             | 27 marzo 2020    | 31 agosto 2022 |
| 73                         | Secondo giorno 「2日目」 - Futsuka-me                                  | 3 aprile 2020    | 31 agosto 2022 |
| Seconda parte (12 episodi) |                                                                        |                  |                |
| 74                         | Ritmo 「リズム」 - Rizumu                                              | 2 ottobre 2020   | 31 agosto 2022 |
| 75                         | Trovato 「見つける」 - Mitsukeru                                       | 9 ottobre 2020   | 31 agosto 2022 |
| 76                         | Cuore infranto 「失恋」 - Shitsuren                                    | 16 ottobre 2020  | 31 agosto 2022 |
| 77                         | Gatti VS Scimmie 「ネコVSサル」 - Neko VS Saru                         | 23 ottobre 2020  | 31 agosto 2022 |
| 78                         | Trappola 「罠」 - Wana                                                 | 30 ottobre 2020  | 31 agosto 2022 |
| 79                         | Gli avversari più forti 「最強の挑戦者」 - Saikyō no chōsen-sha        | 6 novembre 2020  | 31 agosto 2022 |
| 80                         | Leader 「頭」 - Kashira                                                | 13 novembre 2020 | 31 agosto 2022 |
| 81                         | Eroe 「ヒーロー」 - Hīrō                                               | 20 novembre 2020 | 31 agosto 2022 |
| 82                         | Chiodi 「ハーケン」 - Hāken                                            | 27 novembre 2020 | 31 agosto 2022 |
| 83                         | La nascita del Re Sereno 「静かなる王の誕生」 - Shizukanaru ō no tanjō | 4 dicembre 2020  | 31 agosto 2022 |
| 84                         | Il ballo dei mostri 「バケモンたちの宴」 - Bakemon-tachi no utage      | 11 dicembre 2020 | 31 agosto 2022 |
| 85                         | La terra promessa 「約束の地」 - Yakusoku no chi                       | 18 dicembre 2020 | 31 agosto 2022 |

### OAV
| Nº | Titolo italiano Giapponese 「Kanji」 - Rōmaji                                                                                           | Prima edizione  | Prima edizione |
| Nº | Titolo italiano Giapponese 「Kanji」 - Rōmaji                                                                                           | Giapponese      | Italiano       |
| 1  | L'arrivo di Levǃ 「リエーフ見参!」 - Riēfu kenzan                                                                                       | 9 novembre 2014 | 18 marzo 2022  |
| 2  | VS "Insufficienza" 「VS "赤点"」 - VS akaten                                                                                            | 3 novembre 2015 | 11 maggio 2022 |
| 3  | Specialeǃ La gioventù messa in gioco al Torneo primaverile 「特集！春高バレーに賭けた青春」 - Tokushū! Haru-kō volley ni kaketa seishun | 4 agosto 2017   | 1º luglio 2022 |
| 4  | Terra VS Cielo 「陸VS空」 - Riku tai kū                                                                                                 | 22 gennaio 2020 | 1º luglio 2022 |
| 5  | La "strada" della palla 「ボールの"道"」 - Bōru no "michi"                                                                              | 22 gennaio 2020 | 1º luglio 2022 |